# Fort DeRussy (Louisiane)
Fort DeRussy, situé à six kilomètres (quatre miles) au nord de Marksville, en Louisiane, a été l'une des places fortes confédérées au cours de la guerre de Sécession, défendant la basse vallée de la rivière Rouge en Louisiane.
Le fort a été nommé en référence au Colonel Lewis G. DeRussy, le plus ancien diplômé de West Point à servir dans l'armée confédérée. DeRussy, un éminent ingénieur dans le civil, était l'officier du génie chargé de la construction de la première fortifications du fort. Les restes du colonel ont été exhumés d'une tombe abandonnée et réinhumés sur le terrain du fort le 26 septembre 1999. Le fort a été inscrit sur le Registre national des lieux historiques en 2016.

## Batailles

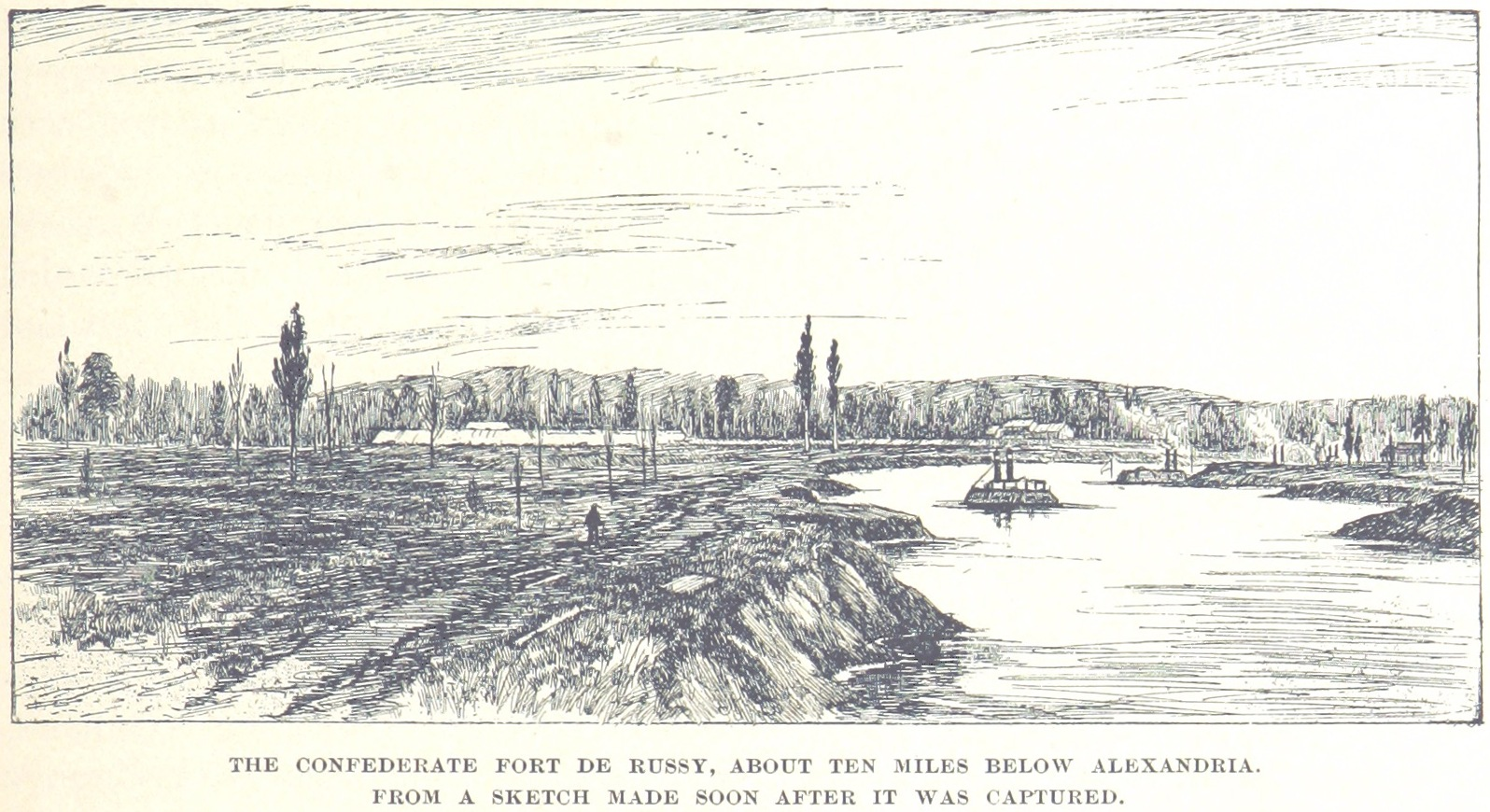
Un dessin de Fort DeRussy peu de temps après sa capture

Une partie de l'escadron du Mississippi du contre-amiral David D. Porter capture le fort le 5 mai 1863 et le détruit le 9 mai 1863 par l'USS Benton. Le fort revient à l'armée de l'Union, dirigée par le général A. J. Smith, le 14 mars 1864.

## Cartes et Plans
Dessinés sous la direction du Capitaine R. M. Venable, chef du bureau topographique de Louisiane de l'Ouest et de l'Arkansas :
- La carte de Fort DeRussy et de ses environs
- Les plans de Fort DeRussy et les obstructions de la rivière Rouge en dessous de Fort DeRussy 1864

## Préservation
La propriété a été cédée à la ville de Marksville afin de recevoir une subvention de 75 000 $ de l'État de Louisiane, pour améliorer le site afin qu'il puisse être accepté par le système des parcs nationaux, avec les « amis du fort DeRussy » responsables des dépenses publiques de la ville. Une subvention de 150 000 $ a été reçue de la part de la commission des voies navigables de la rivière Rouge pour l'achat d'un supplément de 21 ha, et 4 ha supplémentaires ont été donnés par la ville de Marksville, époque à laquelle l'État est d'accord pour accepter le fort et les 28 ha attenant en donation.